# Carlos Garach
Carlos Garach Benito (Granada, 20 luglio 2004) è un nuotatore spagnolo, specializzato nel nuoto in corsia e in acque libere.

## Biografia
Ha esordito nelle rassegne continentali agli europei in vasca corta di Kazan' 2021, in cui ha raccolto il 35º posto nei 200 m, il 27º nei 400 m, il 17º negli 800 m, e il 13º nei 1500 m stile libero.
È stato convocato ai mondiali di Budapest 2022 ed ha gareggiato negli 800 e 1500 m stile libero, classificandosi rispettivamente 19º e 18º, e nella 6 km a squadre in cui è stato squalificato.
Agli europei di Roma 2022 si è piazzato 17º nei 400 m, 14º negli 800 m e 6º nei 1500 m stile libero. Nella 5 km è giunto 9º, mentre nella 5 km a squadre 4º.
Ai Mondiali giovanili di Lima 2022 si è aggiudicato l'oro negli 800 m e nei 1500 m stile libero. Nei 400 m stile libero si è piazzato 4º.
Ai mondiali in vasca corta di Melbourne 2022 ha ottenuto l'11º tempo negli 800 m e il 14º nei 1500 m stile libero.

## Palmarès
- Mondiali giovanili

Lima 2022: oro negli 800 m sl; oro nei 1500 m sl;